# Qalat Sukar
 (signalé en août 2025).
Si vous disposez d'ouvrages ou d'articles de référence ou si vous connaissez des sites web de qualité traitant du thème abordé ici, merci de compléter l'article en donnant les références utiles à sa vérifiabilité et en les liant à la section « Notes et références ».
- Archive Wikiwix
- Bing
- Cairn
- DuckDuckGo
- E. Universalis
- Gallica
- Google
- G. Books
- G. News
- G. Scholar
- Persée
- Qwant
- (zh) Baidu
- (ru) Yandex
- (wd) trouver des œuvres sur Wikidata

Qalat Sukar (Qal`at Saqr) est une ville située dans le Sud de l'Irak dans la province de Dhi Qar. Elle est située sur la rive ouest du canal Gharraf, un canal vieux de 4 000 ans creusé par les Sumériens.
Le nom de Qalat Sukar et sa localisation dans des marais laissent penser que Qalat Sukar fut à l'origine le site d'un moulin à sucre, après que la canne à sucre fut introduite dans la zone au IXe siècle.
La grande ville la plus proche est Nasiriyah.

## Personnalités liées à la ville
- Awn Hussain Al Khashlok (1961-), homme d'affaires irakien.